# ダイレクト・スプリント
ダイレクト・スプリントとは、顎の治療法の一つ。接着性スプリントとも言われる。

## 概要
顎関節症において、可撤性のスプリント治療が有効であり、スプリントを外して咬合検査を行い、咬み合わせを修正する必要があるときに、咬み合わせの低位の歯の上に、歯科用の接着剤で、プラスチックを貼り付ける。可撤性のスプリントが第一段階の治療であり、歯を削らないで　第二段階の咬み合わせの治療をダイレクト・スプリント治療という。